# 上口裕
上口 裕（かみぐち ゆたか、1946年(昭和21年) - ）は、日本の法学者。専門は刑事訴訟法。南山大学名誉教授。

## 人物
長期の研究課題は刑事証拠法で、伝聞法則を中心に証拠法の基礎の検討を続ける一方、短期研究として、訴因をめぐる諸問題の検討も行う。司法試験受験を志す法科大学院生向けに出版した『刑事訴訟法』(成文堂、初版2009年、第2版2011年、第3版2012年)では、難解な問題領域(訴因、公訴事実の同一性、伝聞、裁判の効力など)について基礎から詳述するなど、わかりやすく説く姿勢を示す。

## 略歴
- 1946年 - 宮城県仙台市に生まれる
- 1970年 - 中央大学法学部法律学科卒業
- 1972年 - 一橋大学大学院法学研究科刑事法専攻修士課程修了
- 1975年 - 同公法専攻博士課程単位取得満期退学、指導教官福田平[4]
- 1975年 - 南山大学経済学部講師
- 1977年 - 同法学部講師
- 1980年 - 同助教授
- 1988年 - 同教授
- 1990年 - 同法学部長
- 1999年 - 博士（法学）（一橋大学・論文博士) （学位論文『刑事司法における取材・報道の自由』）
- 2004年 - 南山大学大学院法務研究科教授
- 2015年 - 同定年退職[5]

## 著作

### 単著
- 『刑事司法における取材・報道の自由』(成文堂、1989年)
- 『刑事訴訟法』(成文堂，初版2009年、第2版2011年、第3版2012年、第４版2015年)

### 共著
- （後藤昭・安冨潔・渡辺修）『刑事訴訟法』(有斐閣、初版1991年、第2版1996年、第3版2002年、第4版2006年、第5版2013年)
- （高田卓爾・鈴木茂嗣編）『新・判例コンメンタール　刑事訴訟法第4巻』(三省堂、1995年)
- （後藤昭・安冨潔・渡辺顗修）『基礎演習刑事訴訟法』(有斐閣、1996年)

### 翻訳
- 『近世ドイツの刑事訴訟』(原著：ヨハネ・ブルンマン『糺問訴訟法論』"Tractatus juridicus de inquisitionis processu"(1648年))(成文堂、2012年)

## 指導教官
一橋大学大学院時代から、福田平の指導を受ける。2012年に出版した『近世ドイツの刑事訴訟』は、福田に奉げられている。